# Maardu (wieś)

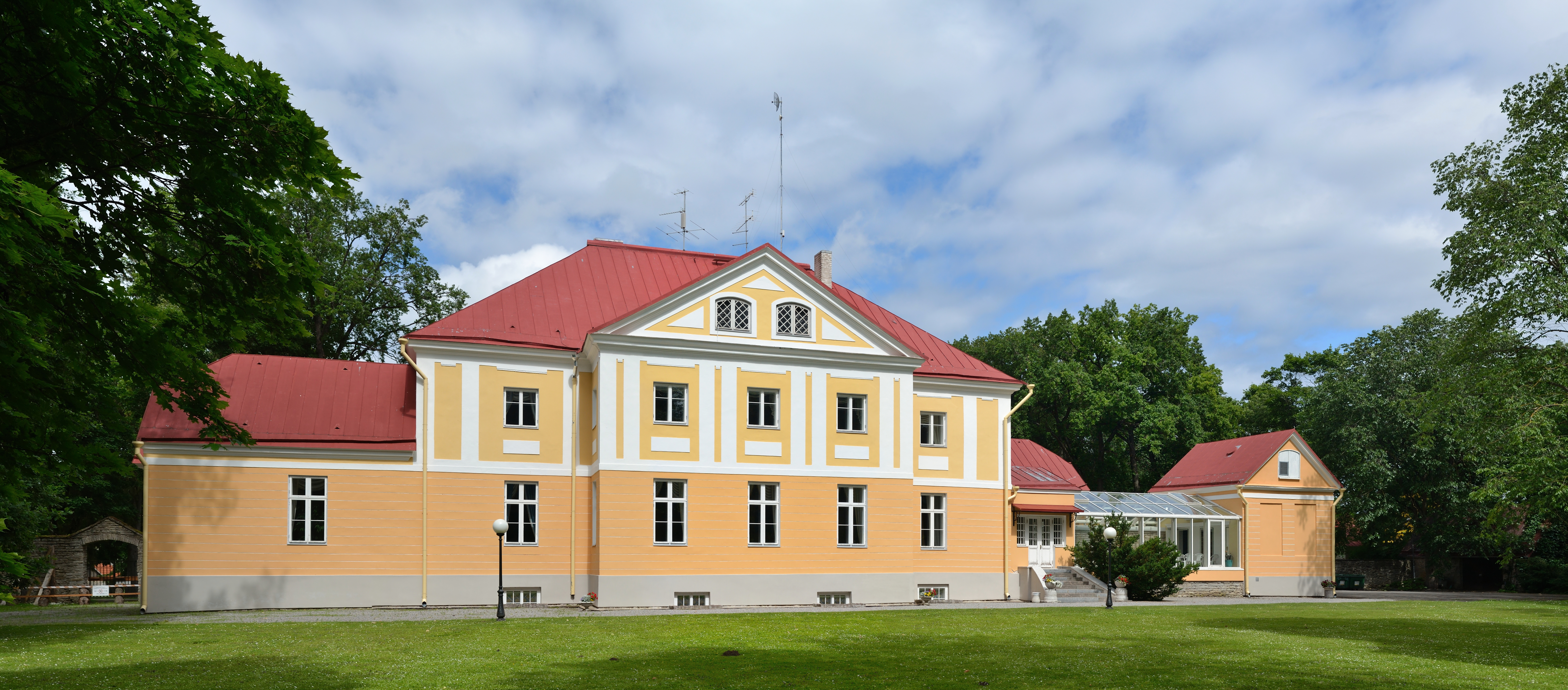

Maardu – wieś w Estonii, w prowincji Harju, w gminie Jõelähtme.